# Denise Quiñones
Denise Quinones, tên đầy đủ là Denise Marie Quiñones August, (sinh ngày 9 tháng 9 năm 1980 tại Puerto Rico) là một nữ hoàng sắc đẹp. Cô là người chiến thắng trong cuộc thi Hoa hậu Hoàn vũ Puerto Rico 2001 và đại diện cho nước này tham dự cuộc thi Hoa hậu Hoàn vũ 2001 diễn ra tại Bayamon, Puerto Rico. Kết quả chung cuộc, người đẹp nước chủ nhà đã giành chiến thắng.

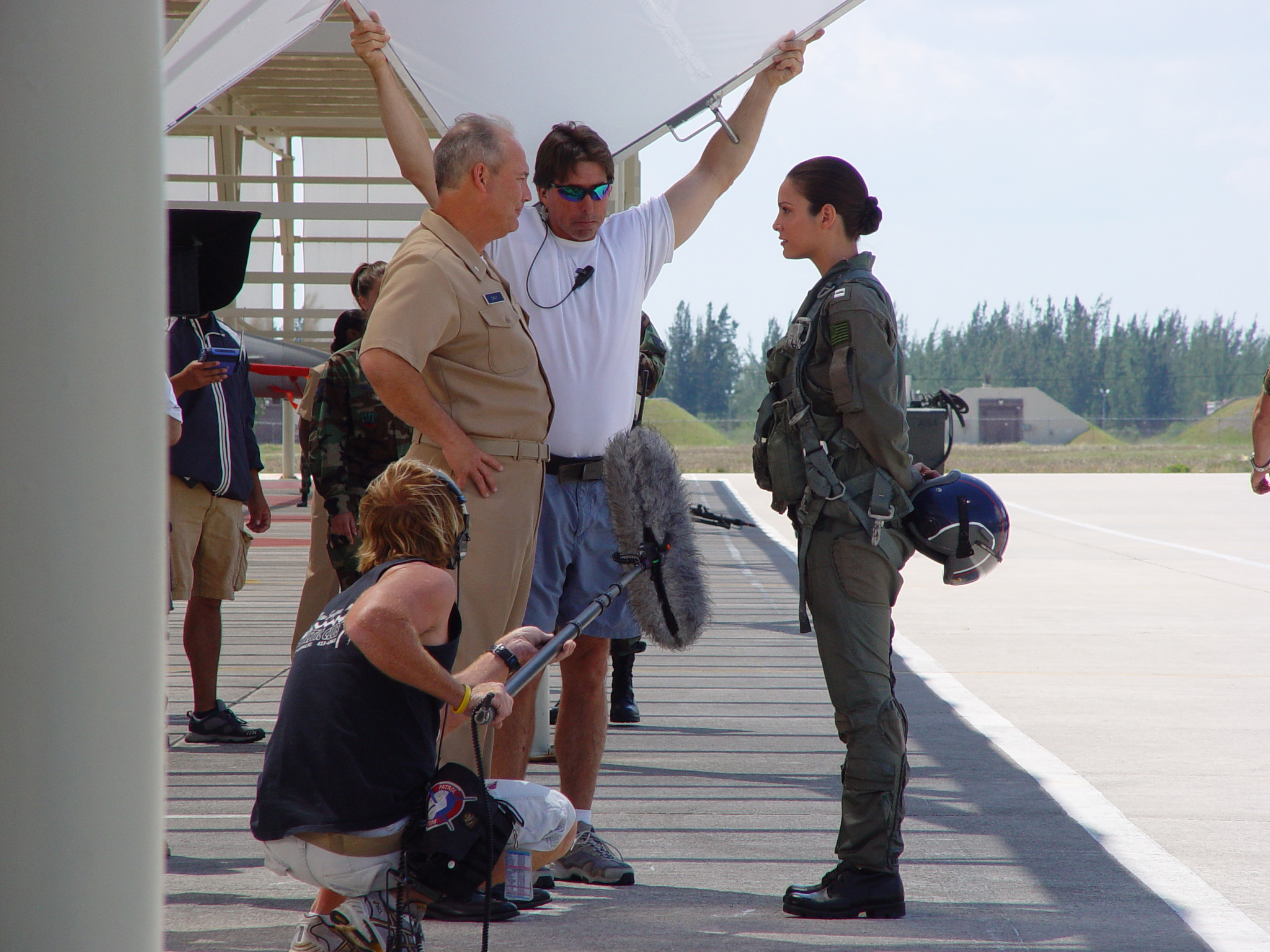
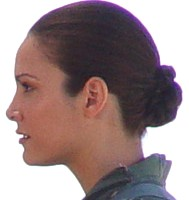

Dennis Quinones là Hoa hậu Hoàn vũ thứ tư của đất nước Puerto Rico.
| Tứ đại Hoa hậu (2001)           | Tứ đại Hoa hậu (2001)          | Tứ đại Hoa hậu (2001)                | Tứ đại Hoa hậu (2001)               |
| ------------------------------- | ------------------------------ | ------------------------------------ | ----------------------------------- |
| Hoa hậu Hoàn vũ Denise Quiñones | Hoa hậu Thế giới Agbani Darego | Hoa hậu Quốc tế Małgorzata Rożniecka | Hoa hậu Trái đất Catharina Svensson |